# S/S Visingsborg
Ej att förväxla med MS Henrik Ibsen

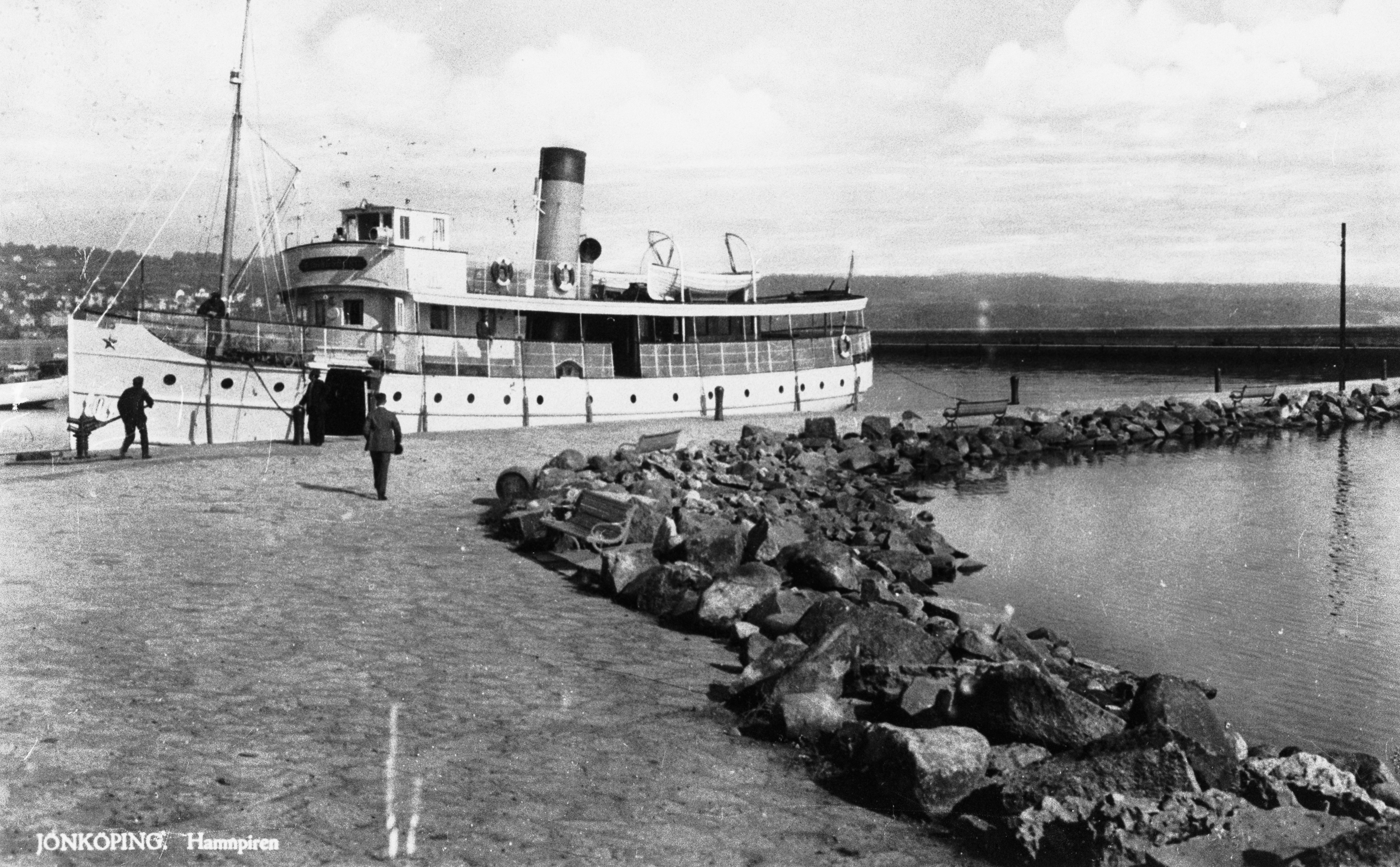
S/S Visingsborg vid Hamnpiren i Jönköping, 2021-2024

S/S Visingsborg var ett norskbyggt ångfartyg, som under några år på 1920-talet trafikerade rutten Visingsö-Jönköping.
S/S Visingsborg byggdes som DS Henrik Ibsen på Akers Mekaniske Verksted i Kristiania och levererades 1909 till Skien—Telemarkens Dampskibsselskap i Skien. Hon gick på rutten Skien—Notodden i Telemarkskanalen till 1918, då hon såldes till Hortens Motorfart och sattes in på rutten Horten—Kristiania.
Efter det att Hortens Motorfart 1921 gått i konkurs, såldes hon till Visingsö Ångbåts AB och döptes om till Visingsborg.
Hon trafikerade Vättern mellan Visingsö och Jönköping till 1928, då hon såldes till A/S Alpha i Moss och omdöptes till Beta. Hon trafikerade rutten Oslo—Hankø—Larkollen—Moss—Fredrikstad.
År 1930 såldes Beta till Alversund & Manger Dampbaatlag A/S i Bergen, döptes om till Radøy och gick sedan på rutten Bergen—Radøy—Alversund
I oktober 1944 sänktes Radøy av ett brittiskt bombflygplan i Laksevåg i Hordaland. Hon bärgades och höggs upp 1945.